# Mála historia bibliszka
Mála historia bibliszka (Mala bibliska historija) je evangeličanski šolski veroučni učbenik in prevod Svetega pisma Janoša Kardoša, ki ga je objavil leta 1840. Celotni naslov: Mála historia bibliszka ali Sz. Píszma Mêszta prígodna. Navküpe Z-naprêdanyem pogübelnoszti Jeru'zálema. Naime Za deczo sôl evangelicsanszki vödána po Kardos Jánosi, Hodoskom Dühovníki. Knjigo je tiskal tiskar Ferenc Udvary v Kermendinu (Körmend), ki je izdal tudi knjie Jožefa Košiča.
Kardoš je bil duhovnik v Hodošu. Bržda sta vplivala na Kardoševo knjigo Verjetno Sztároga i nouvoga testamentoma szvéte histórie krátka summa Mikloša Küzmiča in Nouvi Zákon Štefana Küzmiča, ki je prevod Nove zaveze. Knjiga predstavi zgodbe Svetega pisma v obliki vprašanj in odgovorov in jih razloži.
Kardoš v Predgovoru omeni še svoj katekizem Krátki návuk krsztsansztva naime za deczo obcsin evangelicsanszki okrogline szlovenszke, ki se je udomačil v slovenskih evangeličanskih šolah na Ogrskem.
Vadlüványe vcsiti i nyega vrêlo, nevkleknyeno lübézen 'ze vu ti gingavi méko szrdcze z-haszkom vczeplávati, je tak velike znamenitoszti, kak velike je, nyé meti i z-'zítkom ino z-delami naszledüvati. To edno, kak to drűgo, je neodlocsene bívoszti od dühovnoga sztána csloveka; i li on je veren delavecz vu vínogradi goszpodnovom, kí vu obôjem táli nepotvarjeno vrêloszt szka'zűje. Ali zaman de sze tr'o naime vu tom prvom dugoványi (vu návuki isztin vadlüványa) k-'zelnomi czíli szvojemi szrdcsen prorok on , kí de nyé li kak zakrito, vu globokoj temnoszti le'zécso isztino glásziti, i naime szrdczam mladícskov prijétno vcsiniti setüvao. Kí sze k-velikomi dugoványi etomi podpasűjes, – idi, raztrgaj prvle nyega kmicsno zakrivalo; odkríj nyega szkrovnoszti; posztavi na szvetloszt vsze prígode, steri szo sze pred nyim, okôli nyega, i vu nyem zgájali; poká'zi môdroszt, môcs, i vísno szkrb ono, stera je nyemi bívoszt, sztánek, i czvêjt darüvala; ali szi bojdi, povcsi te neznane predevszêm; Sto? – kakda? – zaka? – i med kaksimi násztaji? – je dao blagoszlovlenoj násztavi zvelicsanya (veri) na líczi zemlé nasztánoti, obsztáti, ino sze na tak odícseno velikoszt vsze popolnoszti pozdignoti, i – tí boš vu razsűrjávanyi vekivecsne isztine bo'ze szrecsen vucsitel vucseníkov szrecsni!

Kebzübanya vrêdno je, zaistino, kâ vszo poszelníczi bo'zi vu píszmaj szvoji predevszêm násztaje prígodne obilnê razkládajo, i potom, po etak zravnanoj sztezi, na czílavno pôt sz. pozványa szvojega prêkidôcs, lüdsztvo mrtelno k-vretini popolnêsega szpoznanya bo'zega ino szrkovnoszt vísni, po návuki vere i 'zítka, za szebom pelati setűjejo. Li tak vidili oni veszélen szád znojni trűdov szvoji pri velikom deli czimpra zvelicsitelne násztave isztine i míra! – Kí blagoszlovlene sztopáje meszto vorczana pred ocsmí dr'zavsi i mí, kaksekoli delo eto sz-têm setüvanyem püsztímo – pod napiszkom: „Mála historia bibliszka” – na szvetloszt, naj 'ze predtêm vödánomi „Kátekizmusi” nasemi na návod, i v-nyem bodôcsemi návuki na razmênye szlű'zi. Medtêmtoga, nakeliko szi je namenyávanyi etomi zadoszta vcsinyeno, naj szôdijo ti rázumni i dobrovolni prijátelje isztine: mí li to edno 'zelênye zdr'zímo vu prszi szklenyeno: naj to málo, eti vövr'zeno zrnics jezero veszélnoga száda prineszé na zrêloszt vu velikom dugoványi odraszka popolnoszti krsztsanszke!)

Na Hodosi 12 ga dnéve Szűscza v-1840. leti.

Kardos János,

Evang. Dühovnik.
Na prvi strani Kardoš kratko piše o svetopisemskih knjigah Stare zaveze. Podoben primer najdemo v katekizmu Štefana Küzmiča Vöre krsztsánszke krátki návuk (1754).
1. Sztároga zákuna:

Môzesovi pét kníg – Prve: od sztvorjênya;

Drüge: od 'zidovov z-robsztva vöidênya;

Trétje: od levítszke csészti i pozványa;

Strte pa: od lüdsztva vu racsún jemánya;

V péti: je nakrátzi sztan právde naprédao,

Stero je 'ze prvle obilnê razkládao. – –

Naszledüjo píszma Jo'zue i Szodczov,

Rúthe, Sámuela, Králov, i Prígodov,

Esdrás, Nehemiás, Eszter, Job, i 'Zoltár,

Prílik knige, Predgar, i sz. Pêszem dár;

E'zaiás prorok, sz-plascsom Jeremiás,

Ino Ezekiel, ké za te velke más. –

Potom szo ti ménsi proroczi: Dániel,

Ednáke vrêloszti Hozeás i Joel,

Ámos z-Abdiásom, Jónás i Mikeás,

Nahum, i Habakuk, ino Zafoniás,

Hagge, Zakariás, ino Malakiás,

Od steri tri szlêdnyi píszma po robsztvi más. –

Ka pa zvön píszm' eti zákun té zdr'záva,

Vsze tô czérkev od nyi môdro odlocsáva;

I csi gli i tô za szádarodno dr'sí,

Dönok je od etí za pozadnyêse vcsí. *)
Kardoš je poskusil prevesti tudi celo Staro zavezo. Po njegovi smrti so izdali prvih pet knjig Mojzesa in knjigo Jozueta pod Moses i Josua (1929).